# 威廉·安德森 (板球运动员)
威廉·安德森（英語：William Anderson，1859年6月27日—1943年8月5日），生于爱丁堡，英国、法国男子板球运动员。他曾代表法国参加1900年夏季奥林匹克运动会板球比赛，获得一枚银牌。